# Cantón de Conlie
El cantón de Conlie era una división administrativa francesa, que estaba situada en el departamento de Sarthe y la región de Países del Loira.

## Composición
El cantón estaba formado por quince comunas:
- Bernay-en-Champagne
- Conlie
- Cures
- Degré
- Domfront-en-Champagne
- La Chapelle-Saint-Fray
- La Quinte
- Lavardin
- Mézieres-sous-Lavardin
- Neuvillalais
- Neuvy-en-Champagne
- Ruillé-en-Champagne
- Sainte-Sabine-sur-Longève
- Saint-Symphorien
- Tennie

## Supresión del cantón de Conlie
En aplicación del Decreto n.º 2014-234 de 24 de febrero de 2014, el cantón de Conlie fue suprimido el 22 de marzo de 2015 y sus 15 comunas pasaron a formar parte del nuevo cantón de Loué.